# S:t Mikaels och Alla Änglars kyrka

S:t Mikaels och Alla Änglars kyrka är en mindre kyrkobyggnad i trä, som ligger bland villorna på Flottbrovägen på Stora Essingen i Stockholm. Den används idag av Liberala katolska kyrkan. 

## Historia
Kapellet på Stora Essingen byggdes i början av 1920-talet och var Essingeöarnas första kyrka. Mellan 1923 och fram till slutet av 60-talet var kapellet något av en utpost till Kungsholms baptistkyrka och kallades då Essingekapellet eller Allianskapellet. Utöver gudstjänster, bedrev man där barn- och ungdomsverksamhet såsom söndagsskola och den scoutliknande verksamheten Goda kamrater. Kapellet användes även av Svenska kyrkan fram till dess att Essinge kyrka invigdes 1959.
Liberala katolska kyrkan i Sverige övertog kapellet 1970. Efter renovering och viss ombyggnad invigdes kapellet som liberalkatolsk kyrka på mikaelidagen samma år..

## Aktuellt
Vid invigningen som liberalkatolsk kyrka 1970 fick kyrkan namnet S:t Mikaels och alla änglars kyrka. Kyrkan förvaltas av S:t Mikaels och alla änglars domkyrkoförsamling, en del av Liberala Katolska Kyrkan i Sverige, som också ansvarar för verksamheten i kyrkan. Kyrkan är även säte för regionalbiskopen för Liberala Katolska Kyrkan i Sverige och torde därmed vara Sveriges minsta domkyrka.
I kyrkan firas gudstjänst varje söndag och det förekommer även annan kyrklig verksamhet.

## Fotnoter
1. ↑  Eric Stapelberg Stora Essingen Essingeöarnas Hembygdsförening 2009
2. ↑  Communio nr3 Norrköping 1985